# 丁冬站
丁冬站是一个沪昆铁路上的铁路车站，位于浙江省嘉兴市丁冬村，建于1978年，目前为五等站，邮政编码为314102。目前客运：办理旅客乘降；不办理行李、包裹托运；不办理货运营业。